# لواء الملك حسين بن طلال المدرع 40
 لواء الملك حسين بن طلال المدرع 40  هو لواء مدرع يعود تأسيسة لنواة الجيش الأردني منذ عام 1946. امتلك هذا اللواء مختلف الأسلحة المدرعة، حيث بدأ بدبابات أم 48، ثم تطوّر باستخدام دبابات أم 60، وشارك بها في حرب عام 1967. ثم قام باحلال دبابات سينتوريون البريطانية واعتمد عليها  في حرب أكتوبر على الجبهة السورية، ثم أُدخلت دبابات تشيفتن للعمل في هذا اللواء بداية ثمانينات القرن العشرين، وحُدّثت هذه الدبابات واُطلق عليها اسم دبابة «خالد بن الوليد».
أدخلت دبابات تشالنجر 1  بنسختها البريطانية عام 1999، ومنذ العام 2004 يقوم المركز الأردني للتصميم والتطوير بتطوير هذه الدبابات باستبدال البرج والمدفع وزياده الحماية واستبدال أجهزتها البصرية وأجهزة التحكم، واُطلق عليها «دبابة الحسين».